# Stawa Młyny
Stawa Młyny (нем. «Mühlenbake») — навигационный знак в форме стилизованного маяка, расположенный на западном берегу входа в порт города Свиноуйсьце, Польша. Является одним из самых узнаваемых символов города и представляет собой белую башню в форме ветряной мельницы.

## Описание
Представляет собой кирпичную башню высотой около 10 метров, окрашенную в белый цвет. Она выполнена в форме стилизованной ветряной мельницы с четырьмя неподвижными лопастями, прикреплёнными к её верхней части. Башня увенчана небольшим куполом с зелёным сигнальным светом.

## История
Маяк был построен в период с 1873 по 1874 год в рамках модернизации порта Свиноуйсьце. Он был частью системы навигационных знаков, помогающих судам безопасно входить в порт. Название «Stawa Młyny» происходит от польского слова stawa — «стационарный навигационный знак» и młyny — «мельницы».

## Легенда
Когда Свиноуйсьце стал портовым городом, его жители начали работать на кораблях, отправлявшихся в дальние плавания. Жены ждали моряков, которые возвращались измученными и старыми. Одна из них, Алиция, обезумив от появления своего любимого Кшиштофа после долгого плавания, ночью пошла к морю и плакала. Таинственный голос велел ей обратиться за помощью в ветряную мельницу, стоявшую позади нее, из которой вышел старый мельник. Он сказал Алиции прийти на следующий день с мужем в это место и предложить Кшиштофу принять грязевую ванну, искупаться в море и прогуляться. Через неделю она отвела его к мельнице. Некоторое время спустя муж Алиции вышел из воды помолодевшим. Другие моряки быстро стали посещать мельницу. Однако, когда старый мельник умер, оказалось, что никто не знает секретов его лечения, и механизм мельницы остановился. Несмотря на это, жаждущие омоложения люди все равно приезжали — и приезжают до сих пор — в Свиноуйсьце, чтобы облиться грязью, искупаться и пойти на променад.

## Назначение
Stawa Młyny служит ориентиром для судов, входящих в порт Свиноуйсьце. Хотя он не выполняет функции полноценного маяка, его сигнальные огни и характерная форма делают его важным элементом навигации в устье реки Свина. Башня освещается в ночное время и помогает в визуальной идентификации направления движения.

## Архитектурные особенности
Маяк построен из кирпича и оштукатурен. Его форма и белая окраска с контрастными чёрными деталями позволяют легко различать сооружение с моря. Крылья «мельницы» представляют собой декоративный элемент, подчеркивающий уникальность конструкции.

## Современное значение
Сегодня Stawa Młyny является одной из главных туристических достопримечательностей Свиноуйсьце. Маяк изображён на множестве сувениров и открыток, связанных с городом. Вокруг маяка проложена пешеходная набережная, популярная среди жителей и туристов.

## Интересные факты
- Stawa Młyny считается «визитной карточкой» Свиноуйсьце.
- По местной легенде, вода, набранная у подножия маяка, приносит удачу.
- Маяк является частью герба морской администрации Свиноуйсьце[11].